# Since the Day It All Came Down
Since the Day It All Came Down – drugi album studyjny fińskiej grupy muzycznej Insomnium.

## Lista utworów
1. "Nocturne" – 1:57
2. "The Day It All Came Down" – 4:56
3. "Daughter of the Moon" – 6:09
4. "The Moment of Reckoning" – 5:46
5. "Bereavement" – 4:15
6. "Under the Plaintive Sky" – 4:09
7. "Resonance" – 2:29
8. "Death Walked the Earth" – 5:09
9. "Disengagement" – 8:39
10. "Closing Words" – 4:25
11. "Song of the Forlorn Son" – 5:45

## Twórcy
- Niilo Sevänen – śpiew, gitara basowa
- Ville Friman – gitara
- Ville Vänni – gitara
- Markus Hirvonen – perkusja
- Jone Väänänen – produkcja
- Mika Jussila – mastering